# 200 Cigarettes
200 Cigarretes és una pel·lícula estatunidenca dirigida per Risa Bramon Garcia el 1999.

## Argument
A New York al començament dels anys 1980, una dotzena de joves s'ajunten per la festa de Cap d'any, portant amb ells els seus problemes existencials.

## Repartiment
- Ben Affleck: Bartender
- Casey Affleck: Tom
- Caleb Carr: Cynical Bar Patron
- Dave Chappelle: Disco Cabbie
- Elvis Costello: ell mateix
- Guillermo Díaz: Dave
- Angela Featherstone: Caitlyn
- Janeane Garofalo: Ellie
- Gaby Hoffmann: Stephie
- Kate Hudson: Cindy
- Catherine Kellner: Hillary
- Courtney Love: Lucy
- Brian McCardie: Eric
- Jay Mohr: Jack
- Nicole Ari Parker: Bridget
- Martha Plimpton: Monica
- Christina Ricci: Val
- Paul Rudd: Kevin